# ナヤン
ナヤン（モンゴル文字:ᠨᠠᠶᠠ, 1258年 - 1287年）は、東方三王家の一つであるテムゲ・オッチギン家の当主。チンギス・カンの弟テムゲ・オッチギンの玄孫で、祖父はモンケ・クビライに仕えた有力重臣のタガチャルで、父はアジュルである。
クビライに仕えていたが、1287年春にオゴデイ・カン国のカイドゥと通じ、同じ東方三王家のカダアン（カチウン家当主）やシクドゥル（ジョチ・カサル家当主）らと手を組んで反乱を起こした。しかしカラコルムはクビライ配下の名将・バヤンに守られてカイドゥは封じ込められ、ナヤンに至ってはクビライ自らが直属の5衛軍を率いて親征を始める。皇帝自らの親征だったため元軍の士気は高く、ナヤンはわずか1日で敗れて逃走を図るも捕らえられた。そして、クビライの命令で2枚の毛布に包まれた上で、激しく振り回される方法で処刑されたという。
ナヤンはキリスト教徒で、反乱のときも軍旗に十字架を掲げていたといわれているが、それを語るエピソードがある。クビライが凱旋して勝利の宴会を開いていると、キリスト教徒に対して配下の将軍が「お前達の神の十字架は何をしていた。ナヤンを護ってやれなかったではないか」とからかった。それを聞いたクビライは「キリストなる神がナヤンに加護を与えなかったのは当然のことだ。神は公正であり、罪と不正を行なった者に恩恵は与えぬ。ましてやナヤンは反逆者であり、誤った行為による神の加護を願っていたのだから、善良にして公正なるキリストが邪悪な企みを保護しようと欲しなかったのは当然である」と答えて、キリスト教徒を感嘆させたという。
ナヤンの死後も、カダアンらは生き延びて反乱を続けたが、1288年までにテムルによって全て平定され、東方三王家は当主を全て交替させられることになった。